# Kamp Bruinhorst
Kamp Bruinhorst was vanaf 1942 een aan de Lunterseweg 1 in huize Bruinhorst te Ederveen gevestigd werkkamp.

## Rijksdienst voor de Werkverruiming
Kamp Bruinhorst in de gemeente Ede werd in 1941 door de Nederlandse staat voor sociale doeleinden aangekocht. In augustus 1941 is voor de Rijksdienst voor de Werkverruiming al een tekening van kamp De Bruinhorst gemaakt. Wisselend wordt De Bruinhorst, Bruine Horst, Bruynhorst en Bruinhorst als naam gebruikt. Kamp Bruinhorst was bedoeld om werkloze mannen in de ruilverkaveling aan het werk te zetten. Het kamp werd geleid door een kok/beheerder. Deze kreeg assistentie van een kok en een huishoudelijke hulp.

## Joodse periode

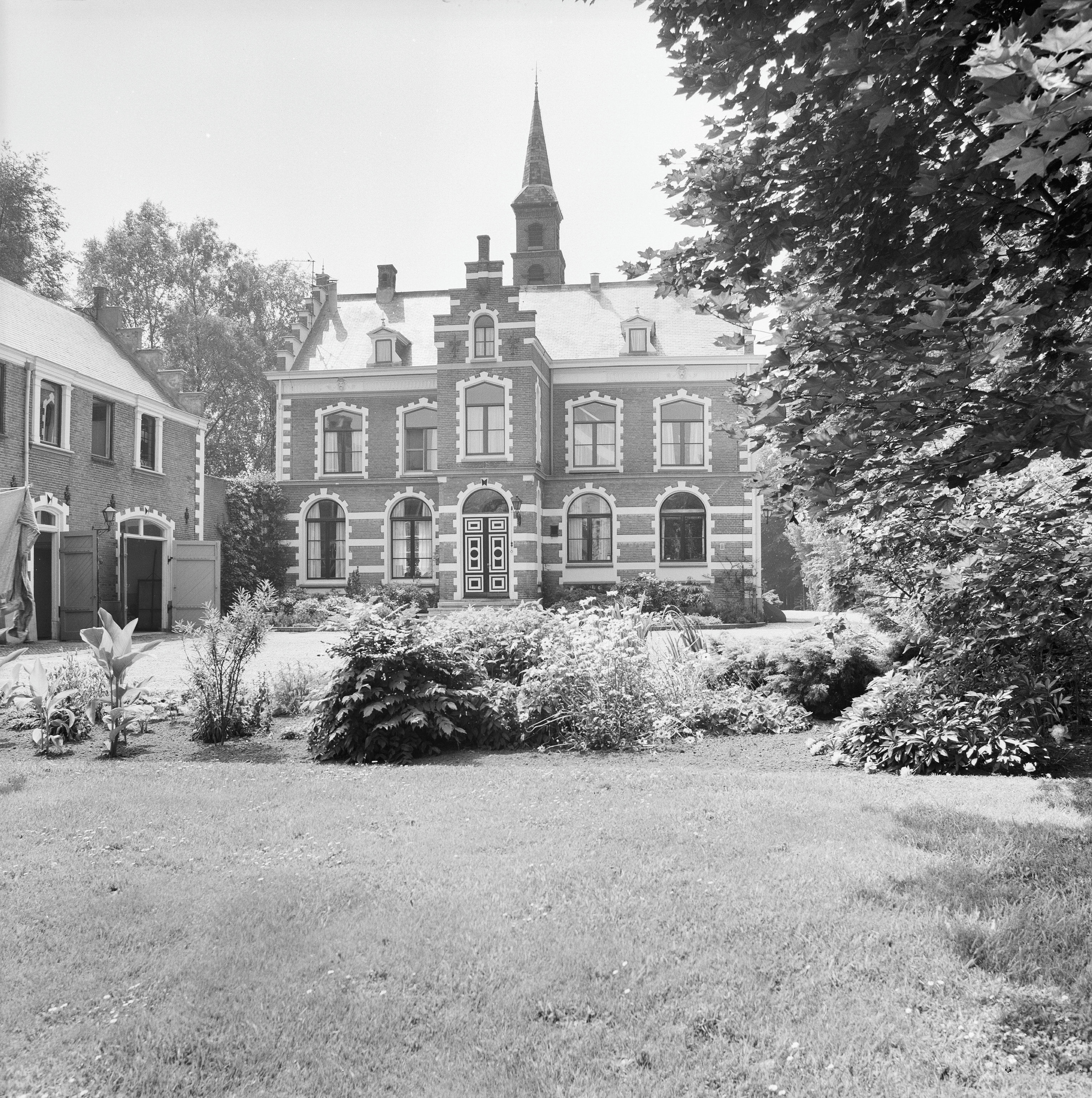
Bruinhorst in 1979

Begin 1942 gebruikte de Duitse bezetter het kamp als tijdelijke buffer voor kamp Westerbork Joodse mannen. Deze Joden werden verplicht tewerkgesteld en zo gelijktijdig geïsoleerd van hun familie. Hoeveel Joden er in het kamp hebben moeten verblijven is onbekend. Het gebouw bood plaats aan 136 mannen, een standaard barak had ruimte voor 24 mannen. De Heidemij, uitvoerder van de ruilverkaveling, werkte veelal met ploegen van 96 mannen, en
gelet op de omvang van het kamp (gebouw annex 3 barakken) kunnen op de Bruinhorst twee ploegen van 96 mannen hebben verbleven. Op 3 oktober 1942 (Jom Kipoer) werden de mannen gedeporteerd naar kamp Westerbork. Tegelijk met circa 6000 anderen uit soortgelijke Joodse werkkampen. Ook werden hun vrouwen en kinderen uit hun woonplaatsen naar Westerbork gestuurd. Van daaruit werden zij naar Oost-Europese vernietigingskampen gestuurd.

## Latere oorlogsperiode
Na de deportatie van de Joden werd het kamp gebruikt om evacués uit het westen van het land te huisvesten.

## Na de oorlog
Begin jaren 50 werd het kamp gebruikt voor de opvang van repatrianten uit Indonesië. In 1956 werd het ingericht als woonoord voor negentien Molukse gezinnen. De Molukkers bewoonden de Bruinhorst ongeveer twaalf jaar; het laatste gezin verhuisde in 1968 naar Lunteren.
In 1976 werd Bruinhorst weer particulier bezit en is weer in zijn oude luister hersteld. Het is nu een gemeentelijk monument. In het sierhek bij de ingang staat nog links Bruin en rechts Horst in kapitale letters.